# Malko Tărnovo
Malko Tărnovo (in bulgaro Малко Търново?) è un comune bulgaro situato nel distretto di Burgas di 4 194 abitanti (dati 2009).

## Località
Il comune è formato dall'insieme delle seguenti località:
- Bliznak
- Brăšljan
- Bjala Voda
- Evrenozovo
- Gramatikovo
- Kalovo
- Malko Tărnovo (sede comunale, cittadina di 2.489 abitanti, dato 2013)
- Mladežko
- Slivarovo
- Stoilovo
- Trakijcsi
- Vizica
- Zabernovo
- Zvezdec

## Amministrazione

### Gemellaggi
- Mykolaïv